# Ilario Antoniazzi
Ilario Antoniazzi (ur. 23 kwietnia 1948 w Rai w gminie San Polo di Piave) – włoski duchowny katolicki, w latach 2013–2024 arcybiskup Tunisu.

## Życiorys

### Prezbiterat
Święcenia kapłańskie przyjął 24 czerwca 1972 i został inkardynowany do łacińskiego patriarchatu Jerozolimy. Przez 20 lat pracował duszpastersko na terenie Jordanii. W latach 1992–1995 studiował w Rzymie, a w kolejnych latach był proboszczem kilku parafii na terenie Izraela.

### Episkopat
21 lutego 2013 papież Benedykt XVI mianował go arcybiskupem Tunisu. Sakry biskupiej udzielił mu 16 marca 2013 ówczesny patriarcha Jerozolimy – arcybiskup Fouad Twal.
4 kwietnia 2024 papież Franciszek przyjął jego rezygnację z urzędu arcybiskupa Tunisu złożoną ze względu na wiek. 